# IC 3571
IC 3571 — галактика типу I (нерегулярна галактика) у сузір'ї Волосся Вероніки.
Цей об'єкт міститься в оригінальній редакції індексного каталогу.